# Prostitution masculine dans l'art
 (avril 2020).
Si vous disposez d'ouvrages ou d'articles de référence ou si vous connaissez des sites web de qualité traitant du thème abordé ici, merci de compléter l'article en donnant les références utiles à sa vérifiabilité et en les liant à la section « Notes et références ».
Le prostitué ou hustler est un stéréotype fréquemment rencontré dans la littérature ou les films occidentaux à partir des années 1960 et, plus particulièrement, lors de sujets traitant d'homosexualité. Ils peuvent alors être considérés comme des personnages type. Ils paraissent parfois dans des annonces pour des chansons connues (The Bravery), des campagnes publicitaires et autres arts visuels.

## Stéréotypes
Le prostitué est le plus souvent un séducteur au destin tragique. Ce stéréotype est révélateur à la fois de la fascination qu'il exerce en tant qu'objet sexuel et le dédain qu'inspirent son statut social et son mode de vie. Il concerne, le plus souvent un homme jeune ou un adolescent ayant fui le milieu familial en raison de son orientation sexuelle ou/et d'abus sexuels. Il est fréquemment dépeint comme un drogué ou un voleur. L'accent est souvent mis sur une crise de l'adolescence ou la nécessité de gagner suffisamment d'argent pour satisfaire un besoin (traitement médical, cadeau, drogue). À terme, deux possibilités s'offrent au prostitué :
– il peut abandonner le commerce de son corps et réintégrer la société ;
– il persiste et son destin sera alors tragique. Perdu, isolé, sans domicile, brisé ou/et exploité, l'image qu'il donne de lui-même contraste avec celle de son homologue féminin, « prostituée au cœur d'or ».
Les films et romans qui relatent le point de vue du client ou d'un/une petit(e) ami(e) devenu(e) amoureux/amoureuse du prostitué font de ce dernier un personnage pour lequel tout amour est impossible et aboutit finalement à la souffrance et à la frustration. L'amoureux/amoureuse peut devenir jaloux/jalouse et gêné(e) par le travail de son amant. Exceptionnellement, il/elle s'adonnera, à son tour, à la prostitution. Les clients plus âgés, amoureux du prostitué, sont fréquemment en proie à des souffrances morales et parfois physiques (par exemple la mort de Pier Paolo Pasolini ou de Rudolph Moshammer).
À l'opposé, le prostitué est parfois dépeint comme un rebelle vivant en marge de la loi et des conventions sociales bourgeoises. Cette image Nietzschéenne du prostitué doit beaucoup aux écrits de Jean Genet, William S. Burroughs et John Rechy pour ne citer qu'eux.
Bien que moins fréquent au cinéma et dans les romans, le prostitué dont la clientèle est exclusivement féminine (gigolo, escort), est habituellement dépeint de façon moins tragique que le prostitué homosexuel (le gigolo est plus âgé, athlétique, bien habillé, etc.). Les films comme American Gigolo ont beaucoup fait pour donner à ce personnage le cliché d'un séducteur raffiné. Ce portrait flatteur a aussi conduit à une satire cinématographique (Deuce Bigalow).
Le portrait du client (encore appelé john dans les pays anglo-saxons) est bien moins codifié dans la culture populaire que celui du « hustler » et recouvre une large gamme de personnages différents allant du mari délaissé au tueur en série en passant par l'individu qui-se-déteste-enfermé-en-tête-à-tête-avec-lui-même et l'homme d'affaires exploiteur ou sympathique.
La diversité de ces stéréotypes est très révélatrice de la vision qu'a chaque auteur ou réalisateur concernant l'amour, la sexualité, le pouvoir et la moralité.
Ces stéréotypes peuvent se fonder sur des faits mais ils ne sauraient être considérés comme une réalité dans tous les cas.
Les mêmes thèmes concernant la prostitution masculine (y compris la sécurité financière et le statut social du jeune amant « captif », les obsessions et le manque de sécurité de la part de l'amant le plus âgé vis-à-vis de son amour, la liberté sexuelle ou l'indifférence morale du prostitué) sont souvent développés dans la littérature et les films qui relatent l'amour ou les relations sexuelles - sans prostitution - entre un jeune amant et son/sa client(e) plus âgé(e) (par exemple dans le livre et le film de Pasolini, Théorème (1968), le film d'Harold Prince Something for Everyone (1970) ou celui de Bill Condon Ni dieux ni démons (1998).

## Prostitution masculine et littérature
Les romans et mémoires suivants mettent en scène des prostitués en tant que personnage principal.
| Année | Titre                                                                   | Auteur                                               | Remarques |
| ----- | ----------------------------------------------------------------------- | ---------------------------------------------------- | --- |
| 1914  | Jésus-la-Caille                                                         | Francis Carco                                        | |
| 1943  | Notre-Dame-des-Fleurs                                                   | Jean Genet                                           | |
| 1957  | Last Exit to Brooklyn (Dernière sortie à Brooklyn)                      | Hubert Selby Jr.                                     | |
| 1963  | The Basketball Diaries                                                  | Jim Carroll                                          | |
| 1963  | Cité de la Nuit City of Night                                           | John Rechy                                           | |
| 1964  | Un monsieur de compagnie                                                | André Couteaux                                       | |
| 1965  | Midnight Cowboy                                                         | James Leo Herlihy                                    | |
| 1967  | Numbers                                                                 | John Rechy                                           | |
| 1968  | My Father and Myself                                                    | J. R. Ackerley                                       | |
| 1989  | Enchanted Boy                                                           | Richie McMullen                                      | Autobiographie du parcours du jeune McMullen « victime d'abus sexuels jusqu'à la prostitution » au Royaume-Uni dans les années 1950 (Mémoires).                                           |
| 1990  | Enchanted Youth                                                         | Richie McMullen                                      | Suite du parcours de McMullen « de la prostitution à l'amour » en 1958. |
| 1990  | Closer (Plus proche)                                                    | Dennis Cooper                                        | |
| 1991  | Au bord du gouffre Close to the Knives                                  | David Wojnarowicz                                    | Parcours d'un jeune prostitué, Wojnarowicz, victime d'abus sexuels à Times Square, devenant par la suite une figure du milieu artistique de l'East Village et militant anti-sida.         |
| 1992  | Memories That Smell Like Gasoline                                       | David Wojnarowicz                                    | Courts textes, dans la veine d'Au bord du gouffre. |
| 1994  | American Studies                                                        | Mark Merlis                                          | Histoire d'un prostitué arrivé au terme de sa vie et hospitalisé après un rapport sexuel avec un autre prostitué dans un établissements de bains spécialisé dans l'accueil d'homosexuels. |
| 1994  | User                                                                    | Bruce Benderson                                      | |
| 1994  | Martin and John                                                         | Dale Peck                                            | L'un ou les deux personnages sont des prostitués accomplissant plusieurs scènes racontées parallèlement.                                                                                  |
| 1995  | Mysterious Skin                                                         | Scott Heim                                           | |
| 1995  | L'Enfant ébloui                                                         | "Rachid O"                                           | Roman partiellement autobiographique d'un prostitué au Maroc. |
| 1996  | Wonder Bread and Ecstasy: The Life and Death of Joey Stefano            | Charles Isherwood                                    | Joey Stefano était un acteur homosexuel du film pornographique durant les années 1990. |
| 1996  | Seven Miles A Second                                                    | David Wojnarowicz (writer) James Romberger (artiste) | Version Vertigo des mémoires et journal intime de Wojnarowicz. |
| 1996  | Boy Culture                                                             | Matthew Rettenmund                                   | Comprend un index des passages contenant des descriptions sexuelles (par préférence). |
| 1996  | Brutal                                                                  | Aiden Shaw                                           | Premier roman d'Aiden Shaw, ancien prostitué et acteur du film pornographique. |
| 1996  | Kept Boy                                                                | Robert Rodi                                          | Comédie (roman). |
| 1997  | Quand je suis devenu fou                                                | Christophe Donner                                    | L'écrivain est amoureux d'un prostitué rencontré dans un lupanar d'Amsterdam. |
| 1997  | Diary of a Hustler (Journal intime d'un hustler                         | "Joey"                                               | |
| 1997  | After Nirvana                                                           | Lee Williams                                         | |
|       | Rent Boys: Hustlers & Escorts--Gay Erotic Tales                         | David Macmillan, ed.                                 | Anthologie. |
| 1998  | The Queen of Hearts: A Transsexual Romance                              | Brad Clayton                                         | |
| 1999  | Assuming the Position: A Memoir of Hustling                             | Rick Whitaker                                        | |
| 1999  | Suburban Hustler: Stories of a Hi-Tech Callboy                          | Aaron Lawrence                                       | |
| 2000  | Sarah                                                                   | JT LeRoy                                             | Roman fiction paru en 2006, faussement autobiographique, d'un prostitué dont la mère était elle-même une prostituée travaillant dans une camionnette.                                     |
| 2001  | A Thousand and One Night Stands: The Life of Jon Vincent                | H. A. Carson                                         | |
| 2001  | Can't Buy Me Love                                                       | Chris Kenry                                          | Un jeune homme part à la dérive dans le monde de la prostitution avec des résultats comiques.                                                                                             |
| 2002  | Sex Workers As Virtual Boyfriends                                       | Joseph Itiel                                         | |
| 2002  | Chicken: Self-Portrait of a Young Man for Rent                          | David Henry Sterry                                   | |
| 2003  | Escapades of a Gay Traveler: Sexual, Cultural, and Spiritual Encounters | Joseph Itiel                                         | |
| 2005  | Setting the Lawn on Fire: A Novel                                       | Mack Friedman                                        | |
| 2006  | Red Carpets and Other Banana Skins                                      | Rupert Everett                                       | L'auteur se penche brièvement sur son passé de prostitué. |
| 2008  | Shuck                                                                   | Daniel Allen Cox                                     | Roman fiction d'un prostitué de la ville de New York qui rêve de devenir écrivain. |
| 2008  | Murder Most Fab                                                         | Julian Clary                                         | Le personnage principal de Johnny commence sa vie comme gigolo. |

## Prostitution masculine au théâtre
| Année | Titre                        | Auteur                                    | Personnage | Originated by       | Notes                                                              |
| ----- | ---------------------------- | ----------------------------------------- | ---------- | ------------------- | ------------------------------------------------------------------ |
| 1940  | Pal Joey                     | Richard Rodgers, Lorenz Hart, John O'Hara |            |                     |                                                                    |
| 1964  | Entertaining Mr Sloane       | Joe Orton                                 | Mr Sloane  | Dudley Sutton       |                                                                    |
| 1965  | Balm in Gilead               | Lanford Wilson                            |            |                     |                                                                    |
| 1968  | The Boys in the Band         | Mart Crowley                              | "Cowboy"   | Robert La Tourneaux | Robet La Tourneaux reprend le rôle dans la version filmée de 1970. |
| 2005  | Trafficking in Broken Hearts | Edwin Sanchez                             |            |                     |                                                                    |

## Prostitution masculine au cinéma

### Films dont le prostitué est le personnage principal
| Année | Titre | Pays             | Réalisateur                   | Personnages             | Acteurs                                                   | Notes |
| ----- | --- | ---------------- | ----------------------------- | ----------------------- | --------------------------------------------------------- | --- |
| 1961  | Diamants sur canapé (Breakfast at Tiffany's)                                                                  | États-Unis       | Blake Edwards                 | Paul "Fred" Varjak      | George Peppard                                            | Varjak est entretenu par la richissime madame Failenson qui lui laisse 300 dollars après chaque rencontre sexuelle. Devenu amoureux de Holly Golightly (interprétée par Audrey Hepburn), Varjak rompt avec madame Failenson. Cette dernière lui offre 1000 dollars pour des « vacances payées avec votre nana » et lui suggère cyniquement qu'un mariage (entre gigolos) pourrait « procurer lui divers avantages ». Varjak persiste cependant dans sa volonté de quitter son mode de vie. |
| 1965  | My Hustler (Mon prostitué)                                                                                    | États-Unis       | Andy Warhol Chuck Wein        |                         | Paul America                                              | IMDb |
| 1968  | Flesh | États-Unis       | Paul Morrissey                |                         | Joe Dallesandro                                           | Dallesandro se prostitue pour acheter de la drogue pour sa femme et lui-même. |
| 1969  | Entertaining Mr Sloane (Distractions pour M. Sloane)                                                          | Royaume-Uni      | Douglas Hickox                | Mr Sloane               | Peter McEnery                                             | une comédie sur le sexe dans les banlieues. Adapté de la pièce par Joe Orton. |
| 1969  | Macadam Cowboy (Midnight Cowboy)                                                                              | États-Unis       | John Schlesinger              | Joe Buck                | Jon Voight                                                | Le prostitué Joe Buck se lie d'amitié avec le drogué Rico "Ratso" Rizzo. Oscar du meilleur film en 1970. |
| 1970  | The Boys in the Band                                                                                          | États-Unis       | William Friedkin              | "Cowboy"                | Robert La Torneaux                                        | Inclus des scènes rejetés du film sous l'étiquette « Aujourd'hui est l'anniversaire d'Harold. Voici son cadeau » |
| 1978  | El Lugar Sin Limites (Homosexualité au Mexique)                                                               | Mexique          | Arturo Ripstein               |                         |                                                           | IMDb |
| 1978  | El Diputado (Le député)                                                                                       | Espagne          | Eloy de la Iglesia            |                         |                                                           | Un prostitué adolescent, indicateur de la police, tombe amoureux de sa victime. IMDb |
| 1980  | American Gigolo                                                                                               | États-Unis       | Paul Schrader                 |                         | Richard Gere                                              | Un gigolo est soupçonné de meurtre. |
| 1982  | Forty Deuce (Quarante partout)                                                                                | États-Unis       | Paul Morrissey                |                         | Kevin Bacon                                               | Un prostitué (interprété par Kevin Bacon) essaie de couvrir la mort par surdose d'un autre gamin. IMDb |
| 1983  | L'Homme blessé                                                                                                | France           | Patrice Chéreau               |                         | Jean-Hugues Anglade)                                      | César de la meilleure réalisation. IMDb |
| 1983  | Un ragazzo come tanti (Un homme comme tant d'autres)                                                          | Italie           | Gianni Minello                |                         |                                                           | IMDb |
| 1987  | Revolutions Happen Like Refrains in a Song (Les révolutions surviennent comme des refrains dans les chansons) | Philippines      | Nick Deocampo                 |                         |                                                           | IMDb |
| 1987  | Neige sur Beverly Hills (Less Than Zero)                                                                      | États-Unis       |                               | Julian                  | Andrew McCarthy Jami Gertz Robert Downey Jr. James Spader | Adaptation à l'écran du livre écrit par Bret Easton Ellis. Le film s’attache plus à faire passer un message anti-drogue qu’à montrer le vide existentiel qui anime les personnages comme dans le livre. |
| 1988  | The Everlasting Secret Family                                                                                 | Australie        | Michael Thornhill             |                         | Mark Lee                                                  | Homosexualité et prostitution entre adolescents d'une famille. IMDb |
| 1988  | Macho Dancer (Danseurs machos)                                                                                | Philippines      | Lino Brocka                   | Pol Noel                |                                                           | Danseurs machistes à Manille. |
| 1988  | Cop | États-Unis       | James B. Harris               |                         |                                                           | Tiré du roman de James Ellroy. IMDb |
| 1990  | Via Appia | Allemagne        | Jochen Hick                   |                         |                                                           | IMDb |
| 1991  | My Own Private Idaho                                                                                          | États-Unis       | Gus Van Sant                  | Mike Waters Scott Favor | River Phoenix Keanu Reeves                                | |
| 1991  | J'embrasse pas                                                                                                | France           | André Téchiné                 | Pierre Lacaze           | Manuel Blanc                                              | Un provincial finit comme prostitué à Paris. |
| 1992  | Film (Fill 'em)                                                                                               | Canada           | Sky Gilbert                   |                         |                                                           | Les aventures d'un prostitué avec son camarade de chambre. IMDb |
| 1992  | Gossenkind L'Enfant de la rue Street Kid                                                                      | Allemagne        | Peter Kern                    | Axel Glitter            |                                                           | La vie d'un jeune prostitué à Dusseldorf. IMDb |
| 1992  | Being at Home with Claude (Seul, avec Claude)                                                                 | Canada           | Jean Beaudin                  |                         |                                                           | IMDb |
| 1992  | The Living End                                                                                                | États-Unis       | Gregg Araki                   | Luke                    | Mike Dytri                                                | VIH et prostitué. |
| 1992  | Die Blaue Stunde (L'Heure bleue)                                                                              | Allemagne Suisse | Marcel Gisler                 | Theo                    | Andreas Herder                                            | IMDb |
| 1993  | Smukke dreng (Beau garçon)                                                                                    | Danemark         | Carsten Sønder                |                         |                                                           | IMDb |
| 1993  | Hatachi no binetsu (La Légère Fièvre des 20 ans)                                                              | Japon            | Ryosuke Hasiguchi             |                         |                                                           | Amour entre deux prostitués adolescents. |
| 1994  | Post Cards from America (Cartes postales d'Amérique)                                                          | Royaume-Uni      | Steve McLean                  |                         |                                                           | Trois chapitres de la vie de David Wojnarowicz. IMDb |
| 1994  | Super 8 1/2                                                                                                   | Canada           | Bruce LaBruce                 |                         |                                                           | Partiellement autobiographique. |
| 1994  | Sibak (Les Danseurs de minuit)                                                                                | Philippines      | Mel Chionglo                  |                         |                                                           | Trois frères travaillent en tant que danseurs machistes dans un bar d'homosexuels à Manille. IMDb |
| 1995  | The Basketball Diaries                                                                                        | États-Unis       | Scott Kalvert                 |                         | Leonardo DiCaprio Mark Wahlberg                           | Tiré du livre de Jim Carroll. |
| 1995  | Dupe Od Mramora (Anus de marbre)                                                                              | Serbie           | Zelimir Zilnik                |                         |                                                           | Prostitués travestis en Serbie. IMDb |
| 1995  | Tattoo Boy | États-Unis       |                               | Arizona Sam             | Amanda Tirey C.J. Barkus                                  | IMDb |
| 1996  | The Toilers and the Wayfarers                                                                                 | États-Unis       | Keith Froelich                |                         | Matt Klemp Andrew Woodhouse                               | Prostitués en fuite à Minneapolis. IMDb |
| 1996  | Hustler White (Prostitué blanc)                                                                               | États-Unis       | Rick Castro Bruce LaBruce     | Monti                   | Tony Ward                                                 | |
| 1996  | The Unveiling (Le sans voile)                                                                                 | États-Unis       | Rodney Evans                  |                         |                                                           | IMDb |
| 1996  | Tapin du soir", inclus dans L'Amour est à réinventer                                                          | France           | Anne Fontaine                 |                         |                                                           | L'un des dix films court métrage traitant de la vie en France à l'époque du VIH. |
| 1996  | Skin & Bone                                                                                                   | États-Unis       | Everett Lewis                 | Harry Billy Dean        | B. Wyatt Garret Scullin Alan Boyce                        | Trois prostitués de Los Angeles à différentes étapes de leur carrière. |
| 1996  | Johns | États-Unis       | Scott Silvers                 | Donner John             | Lukas Haas David Arquette                                 | |
| 1997  | Private Shows                                                                                                 | États-Unis       | Blaine Hopkins Stephen Winter |                         |                                                           | IMDb |
| 1997  | A River Made to Drown In                                                                                      | États-Unis       |                               |                         | Michael Imperioli James Duval                             | |
| 1997  | Star Maps | États-Unis       | Miguel Arleta                 |                         | Douglas Spain                                             | IMDb |
| 1998  | Hard | États-Unis       | John Huckert                  |                         |                                                           | IMDb |
| 1998  | L'École de la Chair                                                                                           | France           | Benoît Jacquot                | Quentin                 | Vincent Martinez                                          | IMDb |
| 1999  | Speedway Junky (en)                                                                                           | États-Unis       | Nickolas Perry                |                         | Jonathan Taylor Thomas                                    | Un jeune rêve de devenir pilote de stock-car. Il part à la dérive dans le monde de la prostitution de Las Vegas. |
| 1999  | Mauvaise passe                                                                                                | France           | Michel Blanc                  | Pierre                  | Daniel Auteuil                                            | Pierre (Daniel Auteuil) quitte sa famille et s'enfuit à Londres pour écrire un roman. Il y rencontre Tom (Stuart Townsend), un prostitué, qui entraine Pierre dans son monde obscur du sexe et de l'argent. |
| 2000  | Km. 0 | Espagne          |                               | Miguel                  |                                                           | Histoire d'un gigolo et de sa clientèle. |
| 2000  | L.I.E. | États-Unis       | Michael Cuesta                | Gary                    | Paul Dano Billy Kay                                       | Un adolescent de Long Island découvre que son meilleur ami est un prostitué. |
| 2001  | Circuit | États-Unis       | Dirk Shafer                   | Hector                  |                                                           | Histoire d'un prostitué terrifié à l'idée de vieillir. |
| 2001  | Vagón fumador (Wagon fumeurs)                                                                                 | Argentine        | Verónica Chen                 | Leonardo Brzezicki      | Andrés                                                    | Une femme suicidaire et un prostitué sont amoureux l'un de l'autre. IMDb |
| 2002  | AKA | Royaume-Uni      | Duncan Roy                    |                         |                                                           | |
| 2002  | Sonny | États-Unis       | Nicolas Cage                  | Sonny                   | James Franco                                              | Éduqué par sa mère pour devenir un gigolo. IMDb |
| 2003  | Mr. Smith Gets a Hustler (M. Smith attrape un prostitué)                                                      | États-Unis       | Ian McCrudden                 |                         |                                                           | IMDb |
| 2003  | 200 American                                                                                                  | États-Unis       | Richard LeMay                 |                         |                                                           | Un homme d'affaires new yorkais,devient amoureux d'un prostitué australien. IMDb |
| 2003  | Un fils | France           | Amal Bedjaoui                 |                         |                                                           | Un prostitué nord-africain en France. IMDb |
| 2003  | Gan (Un jardin)                                                                                               | Israël           | Ruthie Shatz Adi Barash       |                         |                                                           | Deux jeunes prostitués de Tel Aviv. IMDb |
| 2003  | Twist |                  |                               | Dodge                   | Nick Stahl                                                | Une version homosexuelle du livre Oliver Twist de Charles Dickens. |
| 2003  | Los Novios búlgaros (Les Amants bulgares)                                                                     | Espagne          | Eloy de la Iglesia            | Kyril                   | Dritan Biba                                               | IMDb |
| 2004  | Yeladim Tovim (Brave garçon)                                                                                  | Israël           | Yair Hochner                  |                         |                                                           | Histoire de deux prostitués de Tel Aviv. IMDb |
| 2004  | Eighteen (dix-huit)                                                                                           | Canada           | Richard Bell                  |                         |                                                           | IMDb |
| 2004  | Ethan Mao | Hong Kong        | Quentin Lee                   | Ethan Mao, Remigio      | Jun Hee Lee, Jerry Hernandez                              | Un adolescent asiatique est renvoyé de son domicile et se trouve contraint de se prostituer pour vivre. Il rencontre bientôt Remigio, jeune prostitué et vendeur de drogue avec lequel il se lie d'amitié. |
| 2004  | Sugar | Canada           | John Palmer                   | Butch                   | Brendan Fehr                                              | . |
| 2004  | Mysterious Skin                                                                                               | États-Unis       | Gregg Araki                   | Neil McCormick          | Joseph Gordon-Levitt                                      | Tiré du livre de Scott Heim. |
| 2004  | My Hustler Boyfriend (Mon petit ami le prostitué)                                                             |                  | Peter Pizzi                   |                         |                                                           | Courte inclusion dans le programme vidéo du New York Lesbian, Gay, Bisexual, & Transgender Film Festival (Newfest) 2005. IMDb |
| 2005  | Dirty Little Sins (Sale petit péché)                                                                          | États-Unis       |                               |                         |                                                           | |
| 2005  | Boy Wonder | États-Unis       | Kery Isabel Ramierez          | Luis                    |                                                           | Courte vidéo en couleur (12 min) traitant de la double vie d'un homme alternativement « normal » et travesti prostitué. Inclus dans le programme du Newfest de novembre 2006. |
| 2005  | The Wedding Date (La Date du mariage)                                                                         | États-Unis       | Claire Kilner                 | Nick Mercer             | Dermot Mulroney                                           | Une femme loue les services d'un prostitué qu'elle présente comme son amant. |
| 2005  | Transamerica                                                                                                  | États-Unis       | Duncan Tucker                 | Toby Wilkins            | Kevin Zegers                                              | Une femme trans découvre qu'elle a un fils (rôle tenu par Zegers) prostitué dans la ville de New York. |
| 2005  | Breakfast on Pluto                                                                                            | Royaume-Uni      | Neil Jordan                   |                         | Cillian Murphy                                            | Film tiré du roman de Patrick McCabe. Dans les années 1970, un travesti fuit l'Irlande pour Londres où il se prostitue. |
| 2006  | Boy Culture                                                                                                   | États-Unis       | Q. Allan Brocka               |                         |                                                           | Film basé sur le roman |
| 2006  | Can't Buy Me Love                                                                                             | États-Unis       | Todd Wilson 20 min)           |                         |                                                           | Courte inclusion (20 min) dans le programme vidéo du Newfest 2006. IMDb |
| 2006  | In The Blood (Dans le sang)                                                                                   | États-Unis       | Lou Peterson                  |                         |                                                           | Un film d'angoisse homosexuel mettant en scène un jeune homme donnant rendez-vous à un prostitué latino. IMDb |
| 2006  | Boys Briefs 4                                                                                                 | États-Unis       |                               |                         |                                                           | Six courts métrages ayant pour sujet la prostitution de quatre individus : Boy (Welby Ings); Gigolo (Bastian Schweitzer); Build (Greg Atkins); Into the Night (Tony Krawitz); Gold (Armen Kazazian); Rock Bottom (Mary Feuer). review |
| 2006  | Happy Hookers (Prostitués heureux)                                                                            | Inde             | Ashish Sawhny                 |                         |                                                           | La vie de trois prostitués en Inde. Court métrage (54 min) présenté au Newfest 2007. |
| 2006  | Into It | États-Unis       | Jeff Maccubbin                |                         |                                                           | Deux prostitués faisant le commerce de la drogue. Film de 90 min présenté à Newfest 2007. |
| 2007  | Avant que j'oublie                                                                                            | France           | Jacques Nolot                 |                         |                                                           | Un ancien prostitué âgé se penche sur son passé. IMDb |
| 2008  | Cliente | France           | Josiane Balasko               | Patrick/Marco           | Éric Caravaca                                             | Une présentatrice de la télévision amoureuse d'un prostitué sur Internet. IMDb |
| 2013  | Apprenti Gigolo                                                                                               | USA              | John Turturro                 | Fioravante              | John Turturro                                             | Un fleuriste a des soucis d'argent.IMDb |
| 2014  | Eastern Boys                                                                                                  | France           | Robin Campillo                | Marek/Rouslan           | Kirill Emelyanov                                          | Marek, jeune prostitué ukrainien à Paris et à la merci de son souteneur, rencontre un quinquagénaire à la vie morne. Leur vie va être transformée. |
| 2016  | Brothers of the Night                                                                                         | Autriche         | Patric Chiha                  |                         |                                                           | La vie de jeunes prostitués roms bulgares à Vienne (Autriche) entre réalité sordide et rêves inaccessibles. |

### Autres films incluant de la prostitution masculine
- La Triche (France, 1984), réalisé par Yannick Bellon avec les acteurs Victor Lanoux et Xavier Deluc).
- JFK (États-Unis, 1991), réalisé par Oliver Stone - Kevin Bacon tient le rôle d'un prostitué homosexuel associé à Oswald.
- By The Dawn's Early Light (Danemark : 1993), réalisé par Knud Vesterskov ; narrateur : David Wojnarowicz).
- L.A. Confidential (États-Unis, 1997), réalisé par Curtis Hanson - Un extra raconte l'histoire d'un jeune garçon, futur acteur, qui accepte de se prostituer auprès du district atorney (procureur) moyennant finances et finit égorgé.
- Boogie Nights (États-Unis, 1997), réalisateur : Paul Thomas Anderson, acteurs Mark Wahlberg et Burt Reynolds).
- Minuit dans le jardin du bien et du mal (États-Unis, 1997), réalisé par Clint Eastwood, avec les acteurs Kevin Spacey, Jude Law et John Cusack) - Tiré du livre à succès de John Berendt : un citoyen en vue de Savannah (Kevin Spacey) abat son amant.
- Happy Together (Hong Kong, 1997, parlant mardarin, cantonais et espagnol), réalisé par Wong Kar-wai, avec les acteurs Leslie Cheung et Tony Leung Chiu-wai) - Le fougueux et irresponsable Ho Po-Wing (Chang) gagne sa vie dans la rue.
- A.I. Intelligence artificielle (États-Unis, 2001), réalisé par Steven Spielberg, avec Haley Joel Osment et Jude Law.
- Vers le sud (France, 2005), réalisé par Laurent Cantet.

### Films documentaires concernant la prostitution masculine
| Année | Titre                                                                                                   | Pays                  | Réalisateur                 | Notes |
| ----- | --- | --------------------- | --------------------------- | --- |
| 1967  | Portrait of Jason (Portrait de Jason)                                                                   | États-Unis            | Shirley Clarke              | Rencontre avec le prostitué homosexuel noir américain Jason Holliday.                                                                      |
| 1992  | Maybe I Can Give You Sex? Part I (Peut-être puis-je vous proposer mes faveurs sexuelles ? ) 1re partie) | Philippines Allemagne | Rune Layumas Jurgen Bruning | Passe en revue le rôle sexuel et la vie des danseurs machos, des prostitués de bars et de leurs clients aux Philippines.                   |
| 1992  | Maybe I Can Give You Sex? Part II (Peut-être puis-je vous proposer mes faveurs sexuelles ? ) 2e partie) | Philippines Allemagne | Rune Layumas                | |
| 1992  | A Kind of Family (Une sorte de famille)                                                                 | Canada                | Andrew Koster               | Aspects relationnels entre un conseiller homosexuel et son fils adoptif, authentique prostitué de la voie publique, drogué et séropositif. |
| 1993  | Boys from Brazil (documentaire) (Garçons du Brésil)                                                     | Brésil                | John-Paul Davidson          | Prostitués travestis brésiliens. |
| 1994  | Not Angels But Angels (Rien que des anges)                                                              | République tchèque    | Wiktor Grodecki             | Au sujet de la prostitution à Prague. |
| 1996  | Body Without Soul (Corps sans âme)                                                                      | République tchèque    |                             | Prostitution de jeunes adolescents à Prague.                                                                                               |
| 2000  | 101 Rent Boys (101 prostitués)                                                                          | États-Unis            | Fenton Bailey Randy Barbato | Rencontre avec les travailleurs du sexe sur Santa Monica Boulevard.                                                                        |
| 2006  | Hooks to the Left                                                                                       | États-Unis            | Todd Verow                  | Journal intime d'un prostitué de New-YorkShot appelé Nail. Filmé sur un téléphone cellulaire. Film de 75 min présenté au Newfest en 2007.  |

## Prostitution masculine à la télévision
Un prostitué est le personnage principal des programmes télévisés suivants :
| Année     | Titre                                       | Chaîne   | Personnage                                      | Acteur          | Notes |
| --------- | ------------------------------------------- | -------- | ----------------------------------------------- | --------------- | --- |
| 1977      | Alexander: The Other Side of Dawn           | ABC      | Alexander                                       | Leigh McCloskey | Suite de Dawn: Portrait of a Teenage Runaway (Portrait d'un jeune adolescent en fuite).                               |
| 1993      | Dafydd                                      | BBC      |                                                 |                 | Un prostitué gallois part pour Amsterdam où il rencontre un professeur de musique.                                    |
| 2000–2005 | Queer as Folk                               | Showtime | Hunter                                          |                 | Poussé à la prostitution par sa mère, il est adopté par Michael Novotny et Ben Bruchner.                              |
| 2004–     | Desperate Housewives (Épouses au désespoir) | ABC      | Andrew                                          | Shawn Pyfrom    | Chassé du toit familial par sa mère, il survit dans la rue en se prostituant.                                         |
| 2006–     | Dante's Cove                                | Here!    | Kevin                                           | Gregory Michael | Il confesse à son petit ami qu'il se fait parfois payer ses faveurs sexuelles.                                        |
| 2001–     | Trailer Park Boys                           | Showcase | Randy (un des personnages de Trailer Park Boys) | Patrick Roach   | Le personnage de Randy est interprété par un ancien prostitué.                                                        |
| 2009-     | Hung                                        | HBO      | Ray                                             | Thomas Jane     | Endetté mais physiquement gâté par la nature, il met à profit son atout auprès de femmes pour subvenir à ses besoins. |
| 2022      | American Gigolo                             | Showtime | Julian Kaye                                     | Jon Bernthal    | |

## Prostitués masculins dans des albums photos
Les photographes suivants utilisent fréquemment des portraits de prostitués pour leur travail :
- Alberto Sorbelli
- Larry Clark
- Terry Richardson
- Nan Goldin
- Wolfgang Tillmans
- Jack Pierson
- Wilhelm von Gloeden
- Philip Lorca diCorcia